# Walerij Awieskułow
Walerij Awieskułow, ukr. Валерій Авескулов (ur. 31 stycznia 1986 w Krasnym Łuczu) – ukraiński szachista, arcymistrz od 2006 roku.

## Kariera szachowa
Od najmłodszych lat należał do ścisłej czołówki ukraińskich juniorów, wielokrotnie zdobywając medale w różnych kategoriach wiekowych. Reprezentował także swój kraj na mistrzostwach świata i Europy juniorów, największy sukces odnosząc w 1998 roku w Paryżu, gdzie zdobył tytuł wicemistrza świata do lat 12 w szachach szybkich. Blisko medalu był w roku 2003, zajmując w Chalkidiki V miejsce w MŚ do lat 18.
W 2002 roku podzielił I miejsce (wspólnie z Michaiło Oleksienko) we Lwowie, w 2004 podzielił I miejsce w Saratowie, natomiast w 2005 triumfował w Charkowie (wraz z Wjaczesławem Zacharcowem), Ałuszcie (wraz z Jarosławem Zinczenko) oraz w Rodaticzi (wraz z Jurijem Kryworuczko). Kolejne sukcesy odniósł w roku 2006: zwyciężył w Charkowie, podzielił również II miejsce (za Iwerim Czigladze, wspólnie z m.in. Walerianem Gaprindaszwilim) w Stambule. Największy sukces w dotychczasowej karierze odniósł pod koniec 2007 roku, zwyciężając w rozegranych w Charkowie 76. indywidualnych mistrzostwach Ukrainy.
Najwyższy ranking w dotychczasowej karierze osiągnął 1 października 2007 r., z wynikiem 2545 punktów zajmował wówczas 34. miejsce wśród ukraińskich szachistów.